# Mosstodloch
Mosstodloch es una localidad situada en el concejo de Moray, en Escocia (Reino Unido), con una población estimada a mediados de 2016 de 990 habitantes.
Se encuentra ubicada al noreste de Escocia, cerca de la costa del fiordo de Moray (mar del Norte) y al oeste de la ciudad de Aberdeen.